# Solidarity Federation
Pour les articles homonymes, voir Solidarity.
Solidarity Federation est une organisation anarcho-syndicaliste britannique.

## Historique
En 1950, est fondée la Syndicalist Workers' Federation dont l'action prend pour base l'action directe dans le mouvement social.
La fédération est particulièrement active pendant la dictature franquiste en Espagne et apporte un soutien particulier à la résistance et au syndicat CNT alors illégal. Le SWF qui rencontre d'abord un certain succès, se dissout 1979, pour former le Direct Action Movement (Mouvement d'Action Directe - DAM) toujours marqué par l'anarcho-syndicalisme.
Le DAM est très impliqué dans la grève des mineurs britanniques de 1984-1985 ainsi que dans l'opposition à la Poll tax en 1989. Il est également impliqué dans l'Anti-Fascist Action (AFA) qui se distingue par ses confrontations physiques à des organisations qu'elle qualifie de racistes et néo-nazies.

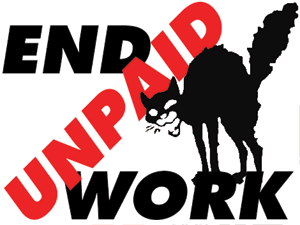
End Unpaid Work (Fin du travail non rémunéré), le logo de la campagne de 2012.

En mars 1994, la DAM se transforme en Solidarity Federation. Avec la Fédération anarchiste, communiste libertaire, fondée en 1986, elle est l'une des deux fédérations anarchistes actives au Royaume-Uni à l'heure actuelle.
La Solidarity Federation est organisée selon les principes du fédéralisme libertaire. L'unité de base est la section locale qui groupe les adhérents basés dans une zone géographique spécifique. Ces groupes locaux sont autonomes et se réunissent en une fédération pour former l'organisation nationale. Lors des conférences nationales, chaque groupe local est représenté par un délégué. Ces délégués n'agissent pas de manière autonome, mais sont encadrés par un mandat impératif. Au niveau international, la fédération est la section britannique de l'Association internationale des travailleurs (anarcho-syndicaliste).